# Halitrephes maasi
Halitrephes maasi (лат.) — вид глубоководных медуз семейства Halicreatidae. Обитают на глубине порядка 1500 метров под водой на архипелаге Ревилья-Хихедо.

## Описание
Бесцветные медузы. Ширина колокола 55 мм. Внешняя сторона зонтика округлая гладкая. От тела отходят около 70 щупалец разных размеров. Все с толстыми, гибкими проксимальными частями и относительно жесткие, узкие, прямые в дистальной части, плотно покрытыми нематоцитами, как у рода Halicreas. Размер центрального желудка 15 мм.